# اچ‌ام‌اس آگاممنون (۱۷۸۱)
اچ‌ام‌اس آگاممنون (۱۷۸۱) (به انگلیسی: HMS Agamemnon (1781)) یک کشتی بود که طول آن ۱۶۰ فوت (۴۹ متر) بود. این کشتی در سال ۱۷۸۱ ساخته شد.